# Ouro Verde (Nova Iguaçu)
Ouro Verde é um bairro do município brasileiro de Nova Iguaçu do estado do Rio de Janeiro. O bairro possui 9875 habitantes e faz divisa com os bairros de Jardim Pernambuco, Jardim Alvorada, Bairro da Luz, Santa Eugenia e Comendador Soares.

O bairro é localizado as margens do Ramal de Japeri, próximo a estação de Comendador Soares e próximo a Avenida Abílio Augusto Távora.